# Ivano Blason
Ivano Blason (* 24. Mai 1923 in San Lorenzo Isontino; † 13. März 2002 in Gorizia) war ein italienischer Fußballspieler, der während seiner aktiven Laufbahn für AS Pro Gorizia, US Triestina, Inter Mailand, Hellas Verona und Padova Calcio sowie für die italienische Fußballnationalmannschaft auflief.

## Karriere

### Verein
Ivano Blason begann seine Profikarriere im Jahr 1939 bei der AS Pro Gorizia, für die er vier Jahre in der dritthöchsten Spielklasse aktiv war. Der Verteidiger wechselte 1945 zur US Triestina und nahm von 1947 bis 1950 mit der Mannschaft am Ligabetrieb der Serie A teil. In der Saison 1947/48 wurde punktgleich zusammen mit dem AC Mailand und Juventus Turin überraschend der zweite Rang in der italienischen Meisterschaft belegt. Die folgenden zwei Spielzeiten schloss Blason mit Triestina auf dem achten Rang ab und verließ daraufhin den Verein, um bei Inter Mailand einen Vertrag zu unterzeichnen. Er debütierte für Inter am 10. September 1950, als er in der Partie gegen Lazio Rom auflief und diese mit einem 3:3-Unentschieden beendete.
Mit 28 Einsätzen und einem Treffer in der Saison 1950/51 zählte er zum Stammkader des Vereins und war mit der Mannschaft in seinen vier Jahren in Mailand stets unter den besten drei Mannschaften vertreten. 1953 und 1954 konnte er die italienische Meisterschaft gewinnen, als Juventus Turin mit knappen Vorsprung auf den zweiten Rang verwiesen wurde. Seine letzte Partie für Inter bestritt er beim 2:2-Unentschieden am 14. Februar 1954 gegen die SPAL Ferrara. Im selben Jahr schloss er sich dem Zweitligisten Hellas Verona an, mit dem er in der folgenden Saison den Klassenerhalt erfolgreich sicherstellte.
Danach vollzog er einen weiteren Vereinswechsel und er entschied sich für Padova Calcio aufzulaufen. Die beste Platzierung mit Padova gelang ihm in der Spielzeit 1957/58, als der hervorragende dritte Schlussrang in der Serie A errungen wurde. Seine Zeit bei Padova und zugleich seine aktive Laufbahn als Profispieler endete nach der Saison 1961/62, als er mit der Mannschaft den Klassenerhalt nicht mehr erreichen konnte und daraufhin entschloss, seine aktive Karriere zu beenden.

### Nationalmannschaft
Der Abwehrspieler wurde von Nationaltrainer Ferruccio Novo in den italienischen Kader für die Fußball-Weltmeisterschaft 1950 aufgeboten. Für das erste Turnierspiel gegen Schweden wurde er nicht eingesetzt, sein einziges Turnierspiel und Länderspiel bestritt er am 2. Juli 1950 gegen Paraguay. Die Partie wurde von den Italienern zwar mit 2:0 gewonnen, doch aufgrund der zuvor erlittenen Niederlage gegen Schweden wurde der Einzug in die nächste Runde verfehlt, da die Skandinavier in der Partie gegen Paraguay den benötigten Punkt zum Einzug in die nächste Runde errangen.